# Elisabeth Schaufelberger
Elisabeth Schaufelberger – francuska brydżystka, World Master w kategorii Kobiet (WBF).

## Wyniki brydżowe

### Zawody światowe
W światowych zawodach zdobyła następujące lokaty:
| Mistrzostwa Świata. Konkurencja teamów | Mistrzostwa Świata. Konkurencja teamów | Mistrzostwa Świata. Konkurencja teamów  | Mistrzostwa Świata. Konkurencja teamów | Mistrzostwa Świata. Konkurencja teamów | Mistrzostwa Świata. Konkurencja teamów |
| Rok                                    | Miejsce                                | Zawody                                  | Kategoria                              | Drużyna                                | Pozycja                                |
| -------------------------------------- | -------------------------------------- | --------------------------------------- | -------------------------------------- | -------------------------------------- | -------------------------------------- |
| 2000                                   | Maastricht                             | 11 Olimpiada Brydżowa                   | Miksty                                 | Adad                                   | 41                                     |
| 1996                                   | Rodos                                  | 1. Mistrzostwa Świata Teamów Mikstowych | Miksty                                 | Nahmens                                | 3                                      |
| 1982                                   | Biarritz                               | 6 Mistrzostwa Świata                    | Open                                   | Cohen                                  | 45                                     |

| Mistrzostwa Świata. Konkurencja par | Mistrzostwa Świata. Konkurencja par | Mistrzostwa Świata. Konkurencja par | Mistrzostwa Świata. Konkurencja par | Mistrzostwa Świata. Konkurencja par | Mistrzostwa Świata. Konkurencja par |
| Rok                                 | Miejsce                             | Zawody                              | Kategoria                           | Partner                             | Pozycja                             |
| ----------------------------------- | ----------------------------------- | ----------------------------------- | ----------------------------------- | ----------------------------------- | ----------------------------------- |
| 1990                                | Genewa                              | 8. Mistrzostwa Świata               | Kobiety                             | Catherine Fishpool                  | 9                                   |
| 1982                                | Biarritz                            | 6 Mistrzostwa Świata                | Miksty                              | Simon Magnis                        | 5                                   |

### Zawody europejskie
W europejskich zawodach zdobyła następujące lokaty:
| Zawody europejskie. Konkurencja teamów | Zawody europejskie. Konkurencja teamów | Zawody europejskie. Konkurencja teamów | Zawody europejskie. Konkurencja teamów | Zawody europejskie. Konkurencja teamów | Zawody europejskie. Konkurencja teamów |
| Rok                                    | Miejsce                                | Zawody                                 | Kategoria                              | Drużyna                                | Pozycja                                |
| -------------------------------------- | -------------------------------------- | -------------------------------------- | -------------------------------------- | -------------------------------------- | -------------------------------------- |
| 2000                                   | Bellaria                               | 6. Mistrzostwa Europy Mikstów          | Miksty                                 | Nahmias                                | 71                                     |
| 1998                                   | Akwizgran                              | 5 Mistrzostwa Europy Mikstów           | Miksty                                 | Nahmens                                | 67                                     |
| 1994                                   | Barcelona                              | 3 Mistrzostwa Europy Mikstów           | Miksty                                 | Schaufelberger                         | 29                                     |
| 1992                                   | Ostenda                                | 2 Mistrzostwa Europy Mikstów           | Miksty                                 | Bordenave                              | 24                                     |

| Zawody europejskie. Konkurencja par | Zawody europejskie. Konkurencja par | Zawody europejskie. Konkurencja par | Zawody europejskie. Konkurencja par | Zawody europejskie. Konkurencja par | Zawody europejskie. Konkurencja par |
| Rok                                 | Miejsce                             | Zawody                              | Kategoria                           | Partner                             | Pozycja                             |
| ----------------------------------- | ----------------------------------- | ----------------------------------- | ----------------------------------- | ----------------------------------- | ----------------------------------- |
| 1998                                | Akwizgran                           | 5 Mistrzostwa Europy Mikstów        | Mikst                               | Alain Nahmias                       | 29                                  |
| 1996                                | Monte Carlo                         | 4 Mistrzostwa Europy Mikstów        | Mikst                               | Alain Nahmias                       | 4                                   |
| 1995                                | Vilamoura                           | 42. Mistrzostwa Europy Teamów       | Kobiety                             | Catherine Fishpool                  | 30                                  |
| 1994                                | Barcelona                           | 3 Mistrzostwa Europy Mikstów        | Miksty                              | Alain Nahmias                       | 174                                 |
| 1992                                | Ostenda                             | 2 Mistrzostwa Europy Mikstów        | Mikst                               | Thierry De Saint Marie              | 60                                  |
| 1991                                | Killarney                           | 1 Mistrzostwa Europy Mikstów        | Kobiety                             | Catherine Fishpool                  | 13                                  |

## Klasyfikacja
- Elisabeth Schaufelberger – klasyfikacja WBF (ang.)
- Elisabeth Schaufelberger – klasyfikacja EBL (ang.)